# Friedrich Hoffmann
Pour les articles homonymes, voir Friedrich Hoffmann (homonymie) et Hoffmann.
Friedrich Hoffmann, né le 19 février 1660 à Halle et mort le 12 novembre 1742 dans cette même ville, est un médecin et chimiste allemand. Il enseigne la médecine, la chimie et l'anatomie à l'Académie de Halle, conjointement avec Georg Ernst Stahl. Il est membre de l'Académie des sciences de Berlin en 1701 et de la Royal Society en 1720.

## Biographie
Il est issu d'une famille d'apothicaires et de médecins attachée à la cour des Grands depuis le XVIe siècle. Ses traditions familiales religieuses sont celles du Piétisme. À l'âge de 13 ans, en 1673, il débute ses humanités, et poursuit des études de philosophie et de mathématiques. Il est Docteur en Philosophie en 1678.
À partir de 1679, il commence des études de médecine et de chimie dans les universités d'Iéna et d'Erfurt. Il est Docteur en Médecine en 1681. Il se fait connaître par ses leçons de chimie, et au cours de voyages, il est accueilli par les autorités universitaires de Hollande et d'Angleterre.
En 1686, il est nommé médecin personnel de Frédéric-Guillaume de Brandebourg, auquel succède en 1689, son fils Frédéric III, qui deviendra Frédéric Ier, premier roi de Prusse en 1701. À la demande de ce dernier, Hoffmann est chargé de rédiger les statuts d'une nouvelle faculté de médecine (Université de Halle, fondée en 1694), dont il devient Professeur primaire.
Hoffmann partage son temps entre sa chaire, ses malades, et plusieurs cours d'Allemagne, appelé par de nombreux Princes. Le Roi de Prusse le comble d'honneur et de présents, lui demandant de se fixer à Berlin pour être près de lui. Mais, à chaque fois, il préfère revenir à Halle pour écrire ses ouvrages.
Très affecté par la maladie et la mort de son épouse en 1737, il décède en 1742.
Selon Eloy, Hoffmann était d'un caractère doux et modéré. Ses disputes avec Stahl, son collègue et ami, mais adversaire doctrinal, furent toujours empreintes de politesse, Il porta cette douceur d'esprit jusque dans sa pratique médicale : « Il ne conseille que des remèdes bénins, incapables de porter le trouble dans l'économie animale ».

## Œuvres

Frontispice des Operum omnium physico-medicorum.

Hoffmann a formé plus de 300 étudiants qu'il a menés jusqu'au doctorat ; 22 d'entre eux sont devenus médecins attitrés ou médecins de cour, 23 sont devenus professeurs d'université et 55 médecins de ville. Philipp Adolph Böhmer, comme son maître Hoffmann, sera élu recteur d'université.
Hoffmann s'est abondamment consacré à l'étude de la sorcellerie : au mois d’octobre 1703, son étudiant Gottfried Büching a soutenu à Halle une thèse intitulée De potentia diaboli in corpora. À un moment où son collègue de l'université de Halle, Christian Thomasius, professeur de Philosophie, rejetait la possibilité des pactes avec le diable et militait pour l'abolition des procès en sorcellerie, Hoffmann continuait de se pencher avec componction sur la question de la réalité du Malin et le pouvoir des sorcières.
C'est dans ce cadre qu'il convient d'aborder sa controverse avec Georg Ernst Stahl, dont il avait été le condisciple et l'ami sur les bancs de l'université d'Iéna, et qui sur proposition de Hoffmann avait été appelé comme professeur de médecine à l'université de Halle en 1694. Alors que Stahl enseignait que l'âme raisonnable s'exprime même dans les mouvements involontaires, Hoffmann, s'appuyant sur les sympathies, reliait l'activité musculaire au tonus des nerfs,.
Hoffmann fit connaître la source thermale de Bad Lauchstädt, de Wilhelmsbrunnen, et fut le mentor de Georg Wilhelm Steller.

### Doctrine
Comme chez Descartes, la vie est définie comme un mouvement mécanique, les mathématiques étant la meilleure voie pour obtenir quelques certitudes en médecine. Hoffman part de quelques principes simples pour arriver à des conclusions nécessaires, à l'instar des géomètres.
Piétiste convaincu, il croit en un Dieu qui a créé le monde naturel, ses pièces et ses règles, mais qui reste extérieur et n'intervient plus dans celui-ci. Il est ici influencé par Leibnitz. II intègre le système circulatoire de William Harvey, en envisageant le corps humain comme un circuit hydraulique (iatrophysique), doté d'un mouvement perpétuel, en approchant les concepts d'auto-régulation et d'homéostasie.
Toutefois, pour expliquer l'origine du mouvement et l'existence de l'homme comme machine désirante et imaginante, il doit introduire des entités théoriques et spéculatives comme l'âme sensitive et l'âme rationnelle. Ainsi le vivant est animé par un éther ou fluide nerveux (âme sensible), et la santé est le fruit d'une pression équilibrée (le tonus) des vaisseaux et fibres musculaires ; la maladie, au contraire, résulte d'une pression excessive (spasme ou hypertension) ou trop faible (atonie).
La tension des vaisseaux (tonus) et tous les mouvements perceptibles du vivant résultent de l'écoulement en charge d'un fluide nerveux, qui provient de l’éther du cosmos ambiant et qui est fixé dans les nerfs. Une hypertension se traduit par des contractions allant jusqu'à la crampe et les douleurs ; l’atonie, au contraire, par de la fatigue et même de l’insensibilité. Hoffmann rangeait les fièvres et les inflammations parmi les manifestations de l'hypertension. Cette théorie des crampes et de l'atonie inspirait naturellement la thérapeutique de Hoffmann, qui était en grande partie préventive : c'est ainsi qu'il préconisa l’anodyne, mélange d'un tiers d’éther dans deux tiers d'alcool, qui fut longtemps présent dans tous les foyers d'Europe.
Hoffmann rejoint le dualisme cartésien, mais il s'en distingue en affirmant le corps comme instrument de l'âme sensible. Il affirme aussi la séparation de la pensée (âme rationnelle) de l'âme sensible, ouvrant la voie à des théories organiques de l'activité de la pensée.
Toutefois, en affirmant se conformer à la vérité des lois mécaniques (Galilée, Descartes, Newton), Hoffmann reste prisonnier des méthodologies de son époque. Il est obligé de postuler l'existence d'une « mécanique sublime » pour expliquer le vivant. Selon Grmek, par cette mécanique sublime, il aurait aussi entrevu une nouvelle chimie, science à découvrir et appelée de ses vœux, celle qu'on appelle aujourd'hui biochimie.

### Publications
Auteur prolifique, à qui on a reproché un style en longueurs et en répétitions, il a écrit un nombre considérable d'ouvrages, dont le principal, commencé à l'âge de 60 ans et terminé peu avant sa mort, est :
- Medicina Rationalis Systematica, 6 volumes, Halle, 1718-1734, traduction en Français par Bruhier, Paris, 1739-1743, 9 volumes, in-12.

Sous le titre Operum omnium physico-medicorum, une édition in-folio des œuvres complètes de Friedrich Hoffmann parait à Genève, de 1748 à 1753, en 4 volumes, plus 5 volumes de suppléments. L'édition de ces suppléments est critiquée ainsi par Eloy : 
« On a ramassé des Thèses académiques, des Consultations, des Collections qu'Hoffmann avait faites, à ce qu'on croit, dans sa jeunesse pour sa propre instruction ; en un mot, un grand nombre de pièces qu'il aurait rebutées ou refondues. De sorte que les éditeurs de ce supplément paraissent s'être plus occupés du profit des Libraires, que de l'honneur de l'Auteur ».